# Virgen de Gracia
La Virgen de Gracia es una advocación mariana que tiene sus orígenes en la frase que el Arcángel San Gabriel dijo a María el día de la Anunciación "Dios te salve María, llena eres de gracia". Para los cristianos, esta advocación resalta la cualidad divina que Dios puso en la Virgen María.

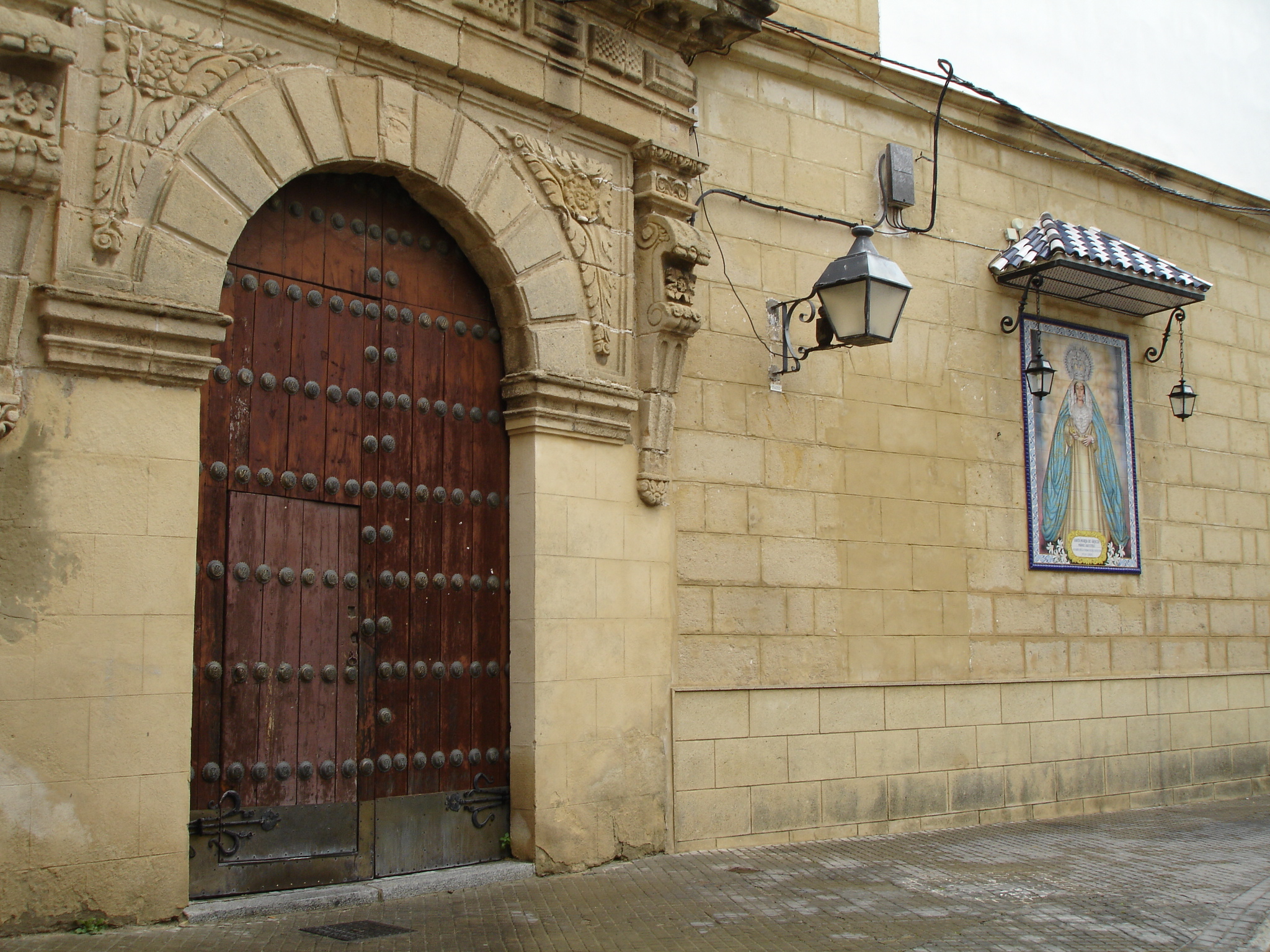
Convento de Santa María de Gracia en Jerez

## España
Es la patrona de la localidad de Carmona (Sevilla), donde tiene una ermita dedicada a ella (Ermita de la Virgen de Gracia). De esta ermita sale en procesión su simpecado cada año en la Romería, celebrada el primer domingo de septiembre. Tras esta festividad, viene la Novena, nueve días de fiesta en la ciudad en honor a la patrona. Su imagen es venerada en la Iglesia de Santa María de la Asunción.
Es también la patrona de la localidad malagueña de Archidona (España), en la cual se la venera con amplia devoción. Los días 15 de agosto de cada año se celebra una procesión. Su imagen es de estilo italo-gótico que data de finales del siglo XV y se conserva en la Ermita de la Virgen de Gracia (Archidona). 
La Virgen de Gracia también es Patrona de la localidad malagueña de Alhaurín el Grande, donde se procesiona cada 15 de agosto por las calles de dicha localidad. Esta imagen fue donada por los Reyes Católicos tras la reconquista en 1487. En 1936, durante la guerra civil española fue profanada y quemada, siendo la actual imagen realizada por el escultor malagueño Francisco Palma Burgos.
La Virgen de Gracia es la principal advocación mariana de los Trinitarios Descalzos de San Juan Bautista de la Concepción, rama reformada en 1599, de la Orden de la Santísima Trinidad y los cautivos fundada en 1198. La Virgen lleva la cruz descalza trinitaria en su pecho, porta un cetro en su mano derecha y al niño Jesús en la Izquierda. (Ver Virgen de Gracia de Granada y Antequera) en algunas representaciones no tiene niño ni cetro y las manos juntas en oración (Ver Virgen de Gracia de los Trinitarios de Córdoba) A partir de 1921 los trinitarios Calzados desaparecen y los descalzos van asumiendo poco a poco la advocación calzada, Virgen del Remedio, hasta que en 1961 el Papa Juan XXIII nombra patrona de la Orden a la Virgen del Buen Remedio. Sin embargo la advocación y hermandades de Gracia se conservarán en los conventos e iglesias donde comenzó este culto.
Aunque también hay otras muchas imágenes que se veneran bajo esta advocación, como las de Carcer (Provincia de Valencia), Simat de la Valldigna (Valencia), Caudete (Albacete) Paracuellos (cuenca), Belalcázar (Córdoba), Fuente Obejuna (Córdoba), San Lorenzo de El Escorial (Madrid), Puertollano(Ciudad Real), Cárcar (Navarra), Úbeda  (Jaén), Morón de la Frontera  (Sevilla), Gelves (Sevilla),Almadén de la Plata (Sevilla), Oliva de la Frontera (Badajoz), Membrío (Cáceres), Belmonte (Cuenca), Ajofrín (Toledo), San Pablo de los Montes (Toledo), Ocaña (Toledo), Velada (Toledo), Villarreal (Castellón), Biar (Alicante), Arjona, (Jaén), Guadix (Granada), Canales (Granada), Ayora (Valencia), Mahón (Islas Baleares), Atalbéitar (Granada), Paracuellos (Cuenca), Castielfabib (Valencia), Enova (Valencia), Chella (provincia de Valencia, Valencia, Valderrubio (Granada) , Alhaurín el Grande (Málaga), Archidona (Málaga), San Cristóbal de La Laguna (Provincia de Santa Cruz de Tenerife) y en Algeciras. En estas localidades destacan las fiestas que se realizan en honor a esta advocación mariana. En San Lorenzo de El Escorial es fiesta de interés turístico nacional la romería de la Virgen de Gracia.
La festividad de Nuestra Señora de Gracia se celebra en la mayor parte de lugares el primer domingo de agosto. En San Lorenzo de El Escorial se celebra cada año el segundo domingo de septiembre.